# Noé Jordania
Noé Jordania 
(en géorgien : ნოე ჟორდანია), né le 14 janvier 1868 à Lantchkhouti, en Géorgie, à l'époque dans l'Empire russe, et mort le 11 janvier 1953 à Paris, est un homme politique russe et géorgien, membre du Parti ouvrier social-démocrate géorgien de tendance menchévique.
Après la révolution russe de février 1917, il est l'un des principaux artisans du rétablissement de l'indépendance de la Géorgie en 1918 et devient président des 2e et 3e gouvernements de la République démocratique de Géorgie de 1918 à 1921. Exilé en France à la suite de l'invasion de son pays par l'Armée rouge en 1921, il est à la tête du gouvernement géorgien en exil, installé à Leuville-sur-Orge (actuelle Essonne).

## Biographie

### Origines familiales et formation
Élève de l’école primaire, puis du séminaire de Tbilissi, où il entre en 1884, il se distingue par son esprit critique et consacre son temps à l’étude des sciences naturelles et de la sociologie, tout en dirigeant un cercle clandestin des étudiants.
En 1891, il devient étudiant à l’Institut vétérinaire de Varsovie. Il étudie les théories et mouvements socialistes et révolutionnaires de l’Europe.

### L'activité révolutionnaire (1893-1917)
En 1893, de retour à Tbilissi, sur l'initiative d'Egnaté Ninochvili il participe avec Nicolas Tcheidze et Sylvestre Djibladzé à la naissance du Parti ouvrier social-démocrate géorgien, puis il part en voyage d’études en Suisse, France, Allemagne, Angleterre et écrit des articles destinés à la presse de son pays : sur le passé national géorgien, le mouvement ouvrier européen, l’organisation rurale, etc.
Aussi lorsqu’il rentre quatre ans après, il est reconnu par tous comme un journaliste et un écrivain de grand talent. Un an plus tard, il prend la direction du journal Kvali (« Le Sillon ») et en fait le centre de ralliement de la jeune génération en révolte contre le régime tsariste. Il est arrêté et incarcéré.
En 1902, il lance l’idée d’une confédération des peuples du Caucase. Élu député à la première Douma de l’Empire russe (1906), il y préside le groupe socialiste (qui regroupe mencheviks et bolcheviks). Signataire de l’Appel de Viborg, il est condamné à la détention. Pour y échapper, il s'exile notamment en Suisse.

### Vers l'indépendance de la Géorgie (1917-1918)
En 1917, après la révolution de Février en Russie, il est un des dirigeants du soviet de Tbilissi, et est choisi comme porte-parole de toutes les organisations révolutionnaires du Caucase et du Conseil national géorgien.
Le 26 mai 1918, Noé Jordania proclame, au nom de tous les partis politiques, la restauration de l’indépendance de la Géorgie et l'instauration d'une république.

### Dirigeant de la république de Géorgie (1918-1921)
En juillet, il est élu par l'Assemblée parlementaire provisoire à la présidence du 2e gouvernement de la République démocratique de Géorgie, gouvernement d'union nationale avec ministres sociaux-démocrates, sociaux-fédéralistes et nationaux-démocrates.
En février 1919, il est élu par l'Assemblée constituante à la présidence du 3e gouvernement de la RDG, cette fois entièrement social-démocrate.
À la tête de l'exécutif (mandat d'un an, limité à deux mandats consécutifs selon la Constitution), il entreprend la reconstruction nationale, les réformes modernisatrices qui doivent acheminer la Géorgie vers la démocratie.
L’action sociale et éducative, la défense des libertés, la politique étrangère menée pour nouer des alliances, faire reconnaître l’indépendance de la Géorgie et récupérer les provinces cédées par la Russie à la Turquie par le traité de Brest-Litovsk (1918), développent dans la population géorgienne un fort sentiment d’adhésion nationale.
Mais en février 1921, les armées de la Russie soviétique, violant le traité du 7 mai 1920, envahissent la Géorgie (sans déclaration de guerre). Également attaquée par la Turquie, la Géorgie tombe aux mains des Soviétiques. 
Le 18 mars, Noé Jordania est chargé par le Parlement (nouvelle dénomination de l'Assemblée constituante) de poursuivre la lutte à l’étranger.

### L'exil (1921-1953)
Après la Turquie, c'est la France qui accueille officiellement le gouvernement en exil, qui s'installe à Leuville-sur-Orge (département de la Seine-et-Oise, aujourd'hui de l'Essonne). Ce gouvernement défend avec une énergie inlassable les droits de la Géorgie auprès des représentants officiels des nations, des partis socialistes, de l’opinion publique.
En 1924, Noé Jordania envoie des ministres - notamment Noé Khomériki - et des membres du Parti ouvrier social-démocrate géorgien préparer une insurrection nationale : déclenchée au mois d'août, elle échoue face à l'armée de l'URSS.
Jusqu’à la fin de sa vie, il conservera clandestinement des contacts personnels avec la Géorgie[réf. nécessaire].

### Mort et funérailles
Il meurt le 11 janvier 1953, quelques semaines avant Staline, mort en mars, qui comme lui, était d'origine géorgienne (et avait été élève du séminaire de Tbilissi). 

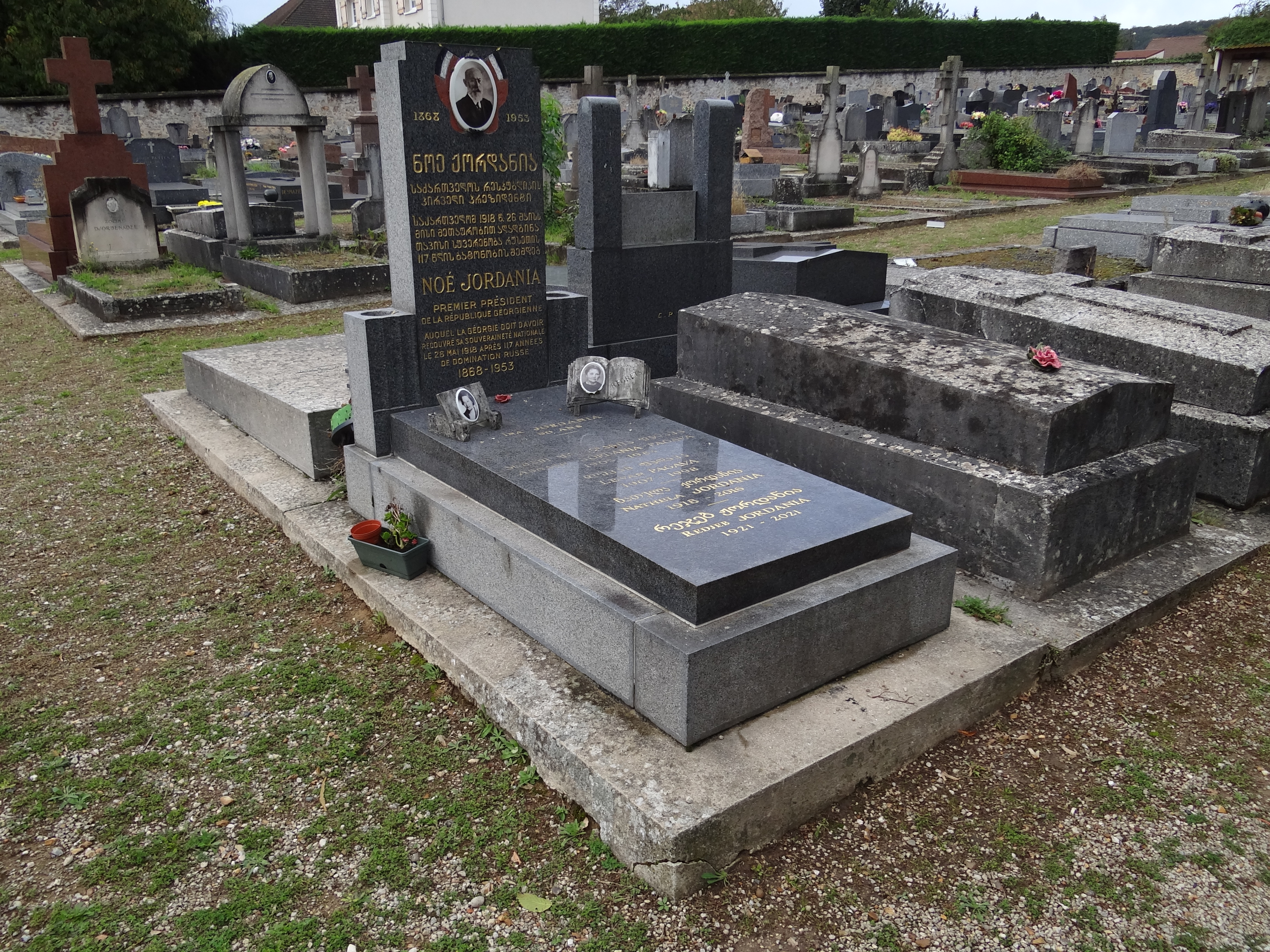
La tombe de Noé Jordania au cimetière de Leuville-sur-Orge (Essonne).

Il est inhumé au carré géorgien du cimetière de Leuville-sur-Orge.